# Copa de Confraternidad Escobar-Gerona

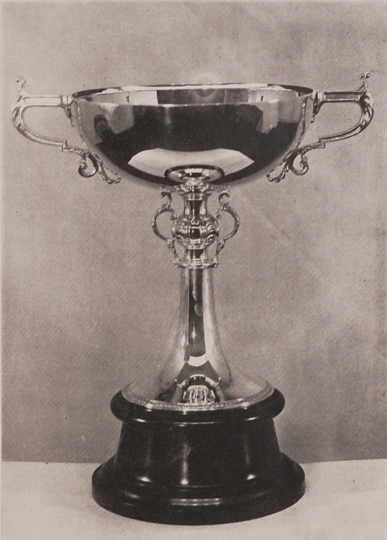

Die Copa de Confraternidad Escobar-Gerona war ein Fußballwettbewerb, der in den 1940er Jahren in Südamerika zwischen den jeweiligen Vizemeistern der uruguayischen Primera División Profesional de Uruguay und der argentinischen Liga Argentina de Fútbol ausgetragen wurde. Benannt wurde der von Ramiro Jouan gestiftete Wettbewerb nach Adrián Escobar und Héctor Gerona, den damaligen Präsidenten der jeweiligen nationalen Verbände Asociación del Fútbol Argentino sowie der Asociación Uruguaya de Fútbol.

## Die Spiele und Sieger
| Jahr   | Spielort                                            | Datum                           | Ergebnisse der Spiele | Ergebnisse der Spiele | Ergebnisse der Spiele                |
| ------ | --------------------------------------------------- | ------------------------------- | --------------------- | --------------------- | ------------------------------------ |
| 1941 1 | Montevideo (Centenario)                             | 29. März 1942                   | Peñarol Montevideo    | 1:2                   | Club Atlético San Lorenzo de Almagro |
| 1942 1 | Montevideo (Centenario)                             | 25. Aug. 1943                   | Peñarol Montevideo    | 4:1                   | Club Atlético San Lorenzo de Almagro |
| 1945 2 | Buenos Aires (El Gasómetro) Montevideo (Centenario) | 5. Dez. 1945                    | Boca Juniors          | 1:2 / 3:2             | Nacional Montevideo                  |
| 1946   | Montevideo (Centenario) Buenos Aires (El Gasómetro) | 21. Dez. 1946 28. Dezember 1946 | Peñarol Montevideo    | 2:3 / 3:6             | Boca Juniors                         |